# Melville Highlands
Die Melvillve Highlands sind rund 500 m hoch gelegenes und vereistes Hochland auf Laurie Island im Archipel der Südlichen Orkneyinseln. Es bildet den zentralen Teil der Insel zwischen der Pirie-Halbinsel und der Südküste.
Die Benennung durch das UK Antarctic Place-Names Committee im Jahr 1987 vorgenommene Benennung leitet sich von derjenigen von Laurie Island durch den britischen Seefahrer James Weddell ab, der sie 1825 auf einer Landkarte als Melville Island verzeichnet hatte. Namensgeber ist Robert Dundas, 2. Viscount Melville (1771–1851), Erster Lord der Admiralität von 1812 bis 1827 und von 1828 bis 1830. 